# LEJ
Pour les articles homonymes, voir LEJ (homonymie).
Le groupe LEJ (initiales des prénoms de Lucie, Elisa et Juliette ; souvent typographié L.E.J), également orthographié Elijay suivant sa prononciation, est un trio musical de chant, percussion et violoncelle. Ces trois étudiantes françaises, originaires de Saint-Denis, connaissent un succès inattendu en août 2015 grâce à leur clip Summer 2015, un mashup posté sur YouTube.
Par la suite, le groupe a sorti cinq albums ; il a obtenu une Victoire de la musique en 2017.

## Historique

### Origine du groupe et premières collaborations
Lucie Lebrun (née le 21 novembre 1993), chanteuse et saxophoniste, Elisa Paris (née le 27 août 1993), également chanteuse et percussionniste, et Juliette Saumagne (née le 4 septembre 1993), violoncelliste et parfois bassiste, sont des amies d'enfance qui ont grandi dans le même quartier à Saint-Denis, et dont la passion a toujours été la musique,. Lucie et Elisa sont élèves au lycée Jean-de-La-Fontaine à Paris, où elles suivent un cursus musical en lien avec la Maîtrise de Radio France (dont elles font partie pendant dix ans), alors que Juliette étudie au conservatoire de Saint-Denis. Elles ont ainsi acquis les bases de la musique classique ; néanmoins, elles maîtrisent également des styles plus récents (tels que le hip-hop).
À l'automne 2013, elles décident de former un groupe afin de pouvoir participer à un concours organisé par Tryo, qu'elles remportent par la suite et qui leur permet de se produire sur scène, aux côtés de ce dernier groupe, lors du festival Nuits de Champagne, à Troyes, du 20 au 26 octobre 2013. C'est de là que naît leur pseudonyme, sous forme d'un acronyme issu de l'initiale de leurs prénoms respectifs.
Le 27 janvier 2014, le groupe participe à son premier live radiophonique, dans l'émission On en parle sur F2x Radio. Le 10 octobre 2014, elles font une apparition sur scène lors du festival ProMeaux d'Artistes, à Meaux.
Par la suite, elles signent un contrat avec Live Nation Entertainment, grâce auquel elles font la première partie du concert de Pharrell Williams, le 22 juin 2015, à Monaco.

### Succès inattendu, premier album et tournée
Le 1er août 2015, elles publient sur YouTube une vidéo tournée à Lacanau, appelée Summer 2015, où elles interprètent, sous forme de mashup, onze extraits de tubes de l'été 2015, (tels que Lean On de Major Lazer feat. MØ, ou encore Bitch Better Have My Money de Rihanna). Le succès, bien qu'inattendu, est immédiat, puisque, dès le 3 août, le magazine américain Time en parle, relayé ensuite par les médias français. Leur titre atteint de surcroît la 1re place des ventes de singles en France, la semaine du 6 octobre 2015. Le cap des 90 millions de vues du clip est franchi en 2022.
Elles ont également participé, en tant que choristes, au projet Autour de Nina qui a eu lieu à la Philharmonie de Paris, le 6 septembre 2015. Elles ont fait la première partie du concert de Walk off the Earth le 13 octobre 2015, à l'Olympia.
Invité du Petit Journal de Canal+ le 9 septembre 2015, le trio interprète en direct un morceau inédit, baptisé La Dalle, qui sort le 11 décembre 2015.
En décembre 2015, les trois jeunes femmes sortent En attendant l'album…, un album qui comprend 11 titres, dont leur succès de l'été, la chanson Hanging tree de la bande originale de Hunger Games : La Révolte, partie 2, des reprises et un titre original : La Dalle.
Durant l'année 2016, elles sont en tournée dans toute la France, dont des festivals (Printemps de Bourges, Rolling Saône, Printemps de Pérouges, Papillons de Nuit, Festival Pic'Arts, Main Square Festival, Festival de Poupet, Montjoux Festival, Brive Festival, foire aux vins d'Alsace, Musicalarue, Nuits de Champagne, etc.), ainsi que quatre dates à l'Olympia (le 27 mai, puis les 21, 22 et 23 octobre) ; s'ajoutent des concerts privés à Cannes lors du festival, ainsi qu'un concert gratuit dans la fan zone de Saint-Denis le jour de la finale de l'Euro. Cette tournée est également internationale, avec l'île Maurice (au château de Labourdonnais, à la fin du mois de décembre 2015), la Belgique (Bruxelles), la Suisse (Lausanne, Payerne et Sion), le Canada (Montréal), les États-Unis (New York et Austin — au festival SXSW —), et le Luxembourg (à la Rockhal).
Le 22 mai 2016, le groupe chante sur scène lors de la cérémonie de clôture du 69e Festival de Cannes, en compagnie du trompettiste Ibrahim Maalouf.
Elles ont également collaboré avec le slameur Grand Corps Malade (également Dionysien), pour reprendre avec lui son titre Pocahontas, lors de la réédition de l'album Il nous restera ça, publiée en juin 2016.
La vidéo Summer 2016, qui est un mashup (de la même manière que le Summer 2015), est publiée le 4 août 2016. Elle a été tournée sur la plage de l'Escalet, à Ramatuelle.
Une chanson inédite, Le Verbe (qui sera un titre du deuxième album), est publiée en septembre 2016. Interprétée avec le beatboxer Dave Crowe, il s'agit également d'une publicité pour l'Audi Q7.
Début décembre 2016, paraît l'EP Christmas hors d'œuvre, constitué de trois titres dont Game of Bells (mashup du chant de Noël Carol of the Bells et de la musique du générique de Game of Thrones) ; le clip de cette dernière chanson est diffusé une douzaine de jours après.
Le groupe a remporté la Victoire de la révélation scène, lors de la 32e cérémonie des Victoires de la musique (où le trio a interprété La Dalle, en compagnie d'Ibrahim Maalouf), qui s'est déroulée le soir du 10 février 2017.

### Poursuite de la carrière, sortie de nouveaux albums
En janvier 2018, le groupe participe au festival So Frenchy So Chic, se déroulant dans plusieurs grandes villes australiennes comme Sydney.
Le single La Nuit, qui fera partie de leur deuxième album, paraît le 6 avril 2018 ; Mathieu Kassovitz joue dans le clip correspondant. Cet album, intitulé Poupées Russes, sort le 8 juin 2018, ; plusieurs de ses chansons ont toutefois été dévoilées à l'occasion de concerts, comme celui du 25 avril 2018 au Printemps de Bourges.
Le lendemain de la victoire de l'équipe de France de football lors de la finale de la Coupe du monde 2018, le groupe a publié, sous forme de clip, une chanson intitulée Liberté, Égalité ; spécialement écrite pour l'occasion, elle rend notamment hommage à Kylian Mbappé. En outre, ce titre ironise la société tout en décrivant la ferveur française lors de cet évènement.
Le clip de la chanson Pas l'time, de type électro-pop, est publié le 20 juin 2019. Sorti après l'insuccès de l'album Poupées Russes, le groupe semble y tourner en dérision sa carrière.
Le mashup Summer 2017 présente la particularité, en raison de son titre, d'être mis en ligne en 2019 (en l'occurrence le 17 juillet). Il en est de même pour le Summer 2018, paru le 23 juillet 2019. Dans la foulée, le Summer 2019, tourné au bord d'une cascade, est publié le 31 juillet 2019 ; ce dernier est surtout connu pour l'expression « la grosse moula », alors devenue virale chez les fans d'Angèle.
Elles ont participé, en compagnie de plusieurs artistes (Bigflo et Oli, Claudio Capéo, Gauvain Sers, Sylvain de Boulevard des Airs, Vianney, Zaz et l'auteur du titre concerné, le groupe Tryo), à la réédition — sous forme d'une nouvelle version — de la chanson L'Hymne de nos campagnes, publiée le 24 octobre 2019.
Le 28 février 2020, le single Tous les deux est publié (le clip, dit collaboratif, sort quant à lui le 16 mars) ; il s'agit d'un extrait du troisième album du groupe, Pas peur. Plusieurs autres artistes ont participé à ce dernier (paraissant le 29 mai de la même année) : Bigflo et Oli, Youssoupha, Kemmler, Chilla et Fakear.

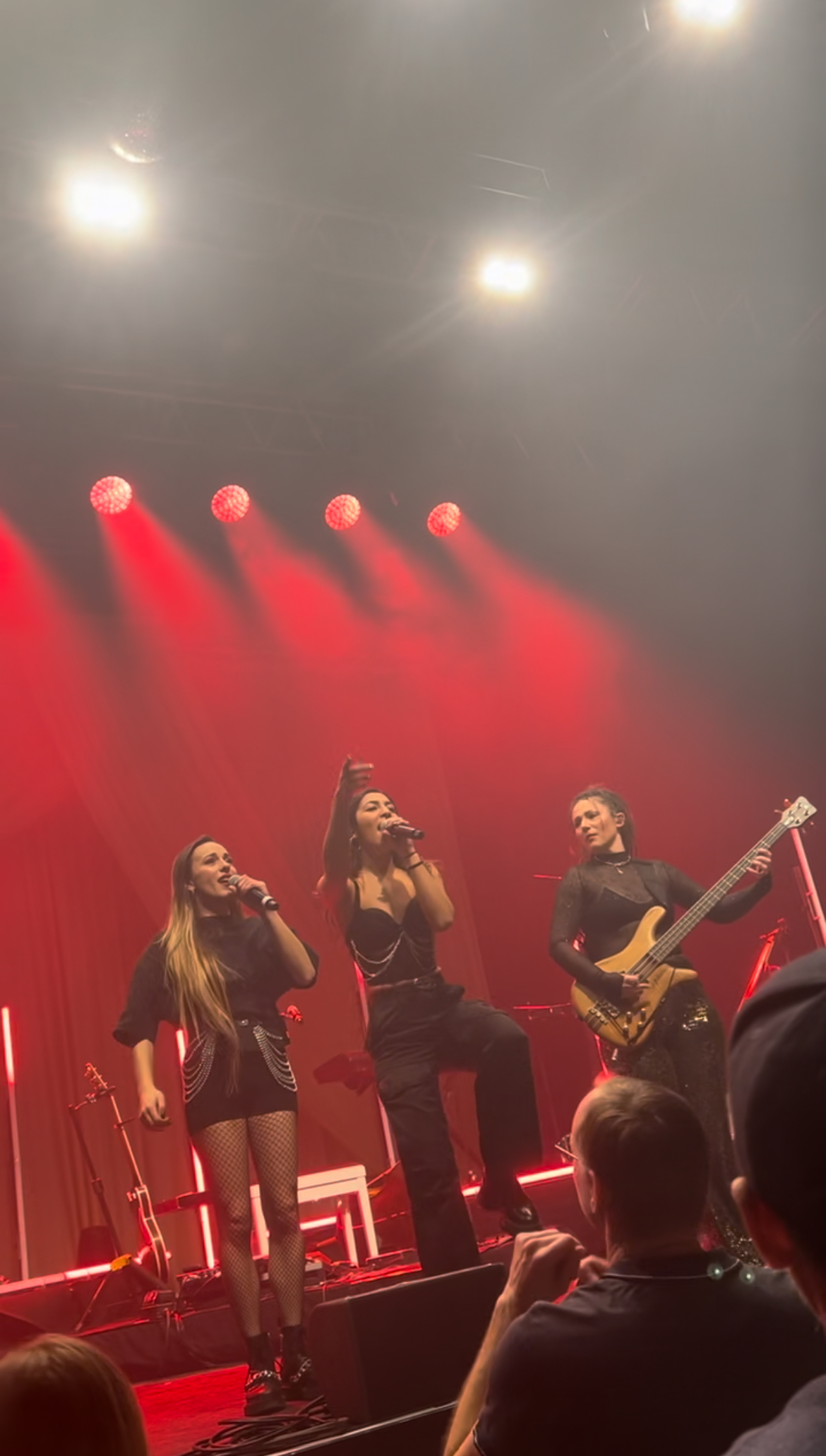
Le groupe en concert au 6MIC (Aix-en-Provence), le 24 février 2024.

Parallèlement, elles collaborent avec Boulevard des Airs, qui publie le 19 juin 2020 le clip d'une nouvelle version de son titre Emmène-moi.
Le mashup Summer 2020, dont le clip a été tourné non loin des falaises d'Étretat (plus précisément sur la plage du Tilleul), paraît le 10 septembre 2020. Le Summer 2021 (filmé dans un saloon à Valence), contenant vingt-deux chansons, est quant à lui publié le 6 août 2021.
Le clip intitulé MASHUP 80s, produit et réalisé par Rémi Gaillard, paraît le 5 octobre 2022. Comme son nom l'indique, il évoque les années 1980 avec la reprise de trente-quatre titres, tandis qu'une DeLorean (en référence à la trilogie Retour vers le futur) est visible ; le tournage a eu lieu à Montpellier et à Jacou. Par ailleurs, un quatrième album (appelé Volume II), constitué de reprises de chansons françaises, sort le 16 décembre 2022 ; ces chansons sont appréciées par les membres du groupe depuis leur enfance.
Le mashup Summer 2023 (dont le clip a été filmé à Marseille, plus précisément sur l'île de Pomègues), comprenant seize titres, est publié le 2 août 2023. Le Summer 2024 paraît quant à lui le 22 août 2024, tandis qu'un nouvel album est en préparation.

## Discographie

### Principaux singles
| Année | Titre                   | Classement le plus élevé (FR) |
| ----- | ----------------------- | ----------------------------- |
| 2015  | Summer 2015             | 1                             |
| 2015  | Hip Hop Mash Up         | 39                            |
| 2015  | Summer 2014             | 46                            |
| 2015  | Seine-Saint-Denis Style | 89                            |
| 2015  | Hanging Tree            | 99                            |
| 2015  | La Dalle                | 163                           |
| 2015  | Get Lucky               | 196                           |
| 2016  | Summer 2016             | 5                             |
| 2016  | Game Of Bells           | 186                           |

### Participations
- 2020 : Un homme qui aime les femmes XXV (single) et L'Hymne de nos campagnes XXV avec Bigflo et Oli, Gauvain Sers, Sylvain Duthu (Boulevard des Airs), Vianney et Zaz (sur l'album XXV de Tryo).
- 2022 : Un homme qui aime les femmes, sur l'album live Tout au Tour de Tryo, lors du concert anniversaire des 25 ans du groupe enregistré à Bercy.
- 2022 : El dulce de leche, sur l'album live Tout au Tour de Tryo, lors du concert anniversaire des 25 ans du groupe enregistré à Bercy, faisant les chœurs pour Bénabar.

## Distinctions

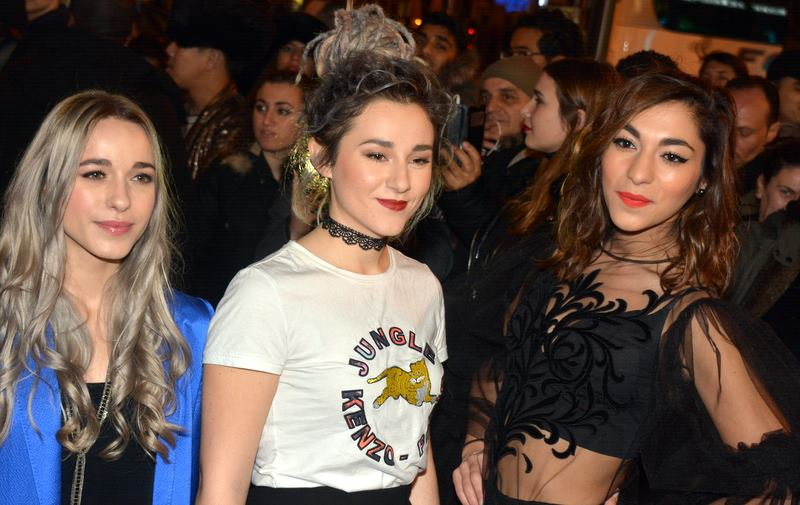
Le groupe à la cérémonie des Globes de cristal, le 30 janvier 2017.

| Année | Titre                 | Certification |
| ----- | --------------------- | ------------- |
| 2015  | En attendant l'album… | 2 × Platine   |

### Récompense
- Victoires de la musique 2017 : Révélation Scène[30].

### Nominations
- NRJ Music Awards 2015 : Groupe / Duo / Troupe Français de l'Année[60].
- NRJ Music Awards 2016 : Groupe / Duo Francophone de l'Année[61].
- Les Globes de cristal 2017 : Meilleure Interprète féminine[62].

### Filmographie
- Cordes sensibles, documentaire réalisé par Vincent Lebrun en 2021.